# Wayne megye (New York)
Wayne megye az Amerikai Egyesült Államokban, azon belül New York államban található. Megyeszékhelye Lyons, legnagyobb városa Arcadia. Lakosainak száma 91 283 fő (2020. április 1.). Wayne megye Seneca, Ontario, Cayuga és Monroe megyékkel határos.

## Népesség
A megye népességének változása:
| Lakosok száma | 93 739 | 93 275 | 92 992 | 92 473 | 91 446 | 91 283 |
|               | 2010   | 2011   | 2012   | 2013   | 2015   | 2020   |